# Козлобородник сомнительный
Козлоборо́дник сомни́тельный (лат. Tragopógon dúbius) — двулетнее растение, вид рода Козлобородник (Tragopogon) семейства Астровые (Asteraceae).

## Ботаническое описание

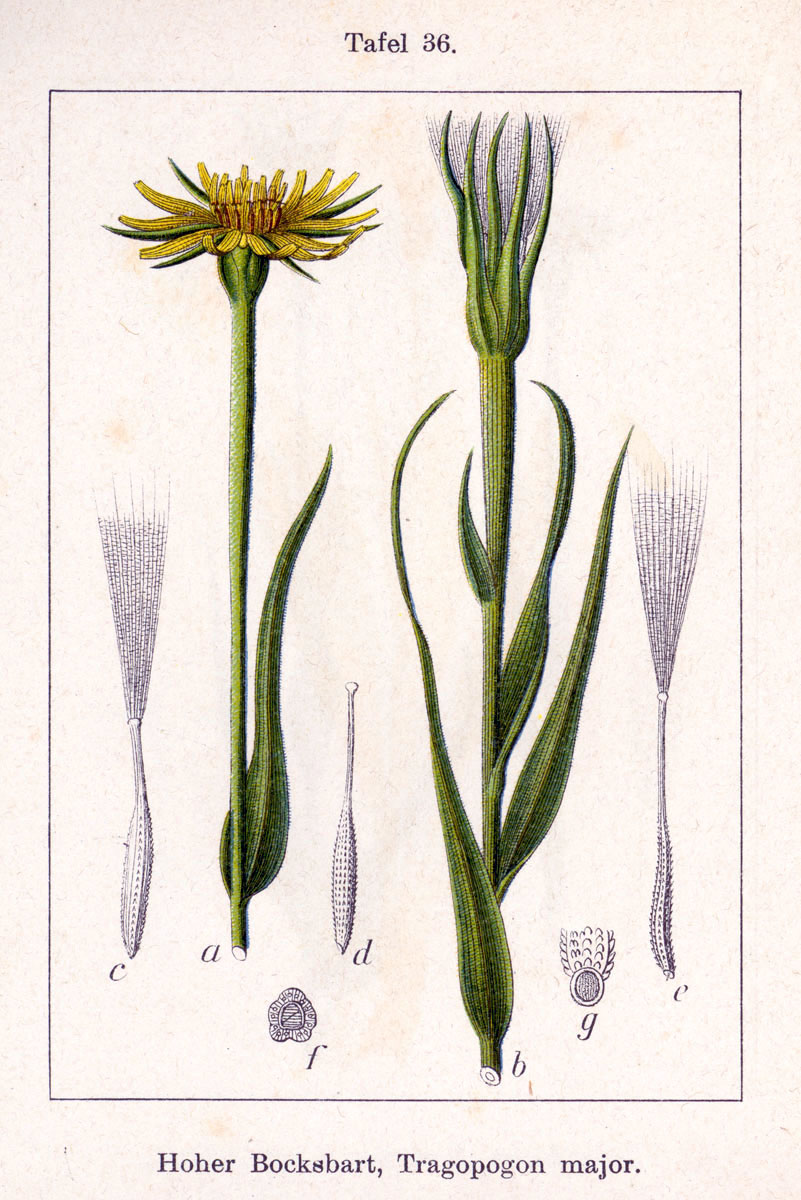

Стебли высотой 30—70 (150) см, простые или слабо разветвлённые, ребристые, голые или слабоопушённые у основания листьев.
Листья линейные или линейно-ланцетные, многочисленные, средние 6—20 см длиной и 5—20 мм шириной, полустеблеобъемлющие, верхние короче.
Цветки жёлтые. Цветоносы полые, 6—12 мм в диаметре. Соцветия — крупные, длиной 50—60 мм корзинки, обёртки 8—12-листочковые, листочки значительно превышают длину цветков. Ножки цветочных корзинок вздутые при плодах.
Цветёт с мая по август, плодоносит с июля по сентябрь.

## Распространение и среда обитания
Встречается в степях, на степных склонах, иногда на сорных местах.

## Хозяйственное значение и применение
В пищу употребляются корни и молодые стебли с листьями. При варке в солёной воде свойственный сырым корням горький вкус исчезает.

## Классификация

### Таксономия
Вид Козлобородник сомнительный входит в род Козлобородник (Tragopogon) семейства Астровые (Asteraceae) порядка Астроцветные (Asterales).
|  |                                      |  |                                                             |                                                             |                    |  | ещё 12 семейств (согласно Системе APG II) | ещё 12 семейств (согласно Системе APG II) |                                |  |  |  | ещё около 100 видов |
|  |                                      |  |                                                             |                                                             |                    |  | ещё 12 семейств (согласно Системе APG II) | ещё 12 семейств (согласно Системе APG II) |                                |  |  |  | ещё около 100 видов |
|  |                                      |  |                                                             | порядок Астроцветные                                        |                    |  |                                           |                                           | род Козлобородник              |  |  |  |                     |
|  |                                      |  |                                                             | порядок Астроцветные                                        |                    |  |                                           |                                           | род Козлобородник              |  |  |  |                     |
|  | отдел Цветковые, или Покрытосеменные |  |                                                             |                                                             | семейство Астровые |  |                                           |                                           | вид Козлобородник сомнительный |  |  |  |                     |
|  | отдел Цветковые, или Покрытосеменные |  |                                                             |                                                             | семейство Астровые |  |                                           |                                           |                                |  |  |  |                     |
|  |                                      |  | ещё 44 порядка цветковых растений (согласно Системе APG II) | ещё 44 порядка цветковых растений (согласно Системе APG II) |                    |  |                                           | ещё около 950 родов                       | ещё около 950 родов            |  |  |  |                     |
|  |                                      |  |                                                             | ещё 44 порядка цветковых растений (согласно Системе APG II) |                    |  |                                           |                                           | ещё около 950 родов            |  |  |  |                     |